# 금광저수지
금광저수지는 경기도 안성시 금광면 금광리에 있는 저수지이다. 1953년에 착공하여 1961년에 준공되었다. 시설관리자는 한국농어촌공사이다.
금광저수지는 V자형 계곡형 저수지로 물낚시와 얼음낚시가 유명하여 겨울철 빙어 낚시터로 많이 찾는 곳이다. 저수지 주변의 이설도로 옆에 미술관과 카페가 함께 있는 청학대미술관이 있고, 상류에는 세븐힐스골프장이 있다. 

## 저수지 규모
- 유역면적 : 4,830ha
- 저수량 : 12,047천m3
- 관개면적 : 1,245.4ha

## 시설 제원
- 제방 : 흙댐 (필댐), 길이  225m, 높이 21m
- 물넘이 : 게이트식